# Пјотр Троховски
Пјотр Троховски (Тчев, 22. март 1984) бивши је немачки фудбалер.
На репрезентативном плану, освојио је сребрну медаљу на Европском првенству 2008. и бронзану медаљу на Светском првенству 2010. са Немачком.